# Psammocytheridae
Psammocytheridae is een familie van kreeftachtigen uit de klasse van de Ostracoda (mosselkreeftjes).

## Geslachten
- Bonaducecythere McKenzie, 1977
- Psammocythere Klie, 1936